# Övre östra regionen
Övre östra regionen är en region i Ghana. Den ligger i den norra delen av landet, 600 km norr om huvudstaden Accra. Antalet invånare är 948 118. Arean är 8,8 kvadratkilometer. Övre östra regionen gränsar till Norra regionen och Övre västra regionen. 
Terrängen i Övre östra regionen är huvudsakligen platt.
Övre östra regionen delas in i:
- Talensi-Nabdam
- Garu-Tempane
- Builsa
- Bongo
- Bawku West
- Bolgatanga
- Kassena Nankana
- Kassena Nankana West
- Bawku Municipal District
- Binduri District

Följande samhällen finns i Övre östra regionen:
- Bawku
- Bolgatanga
- Navrongo
- Paga